# Myntgatan

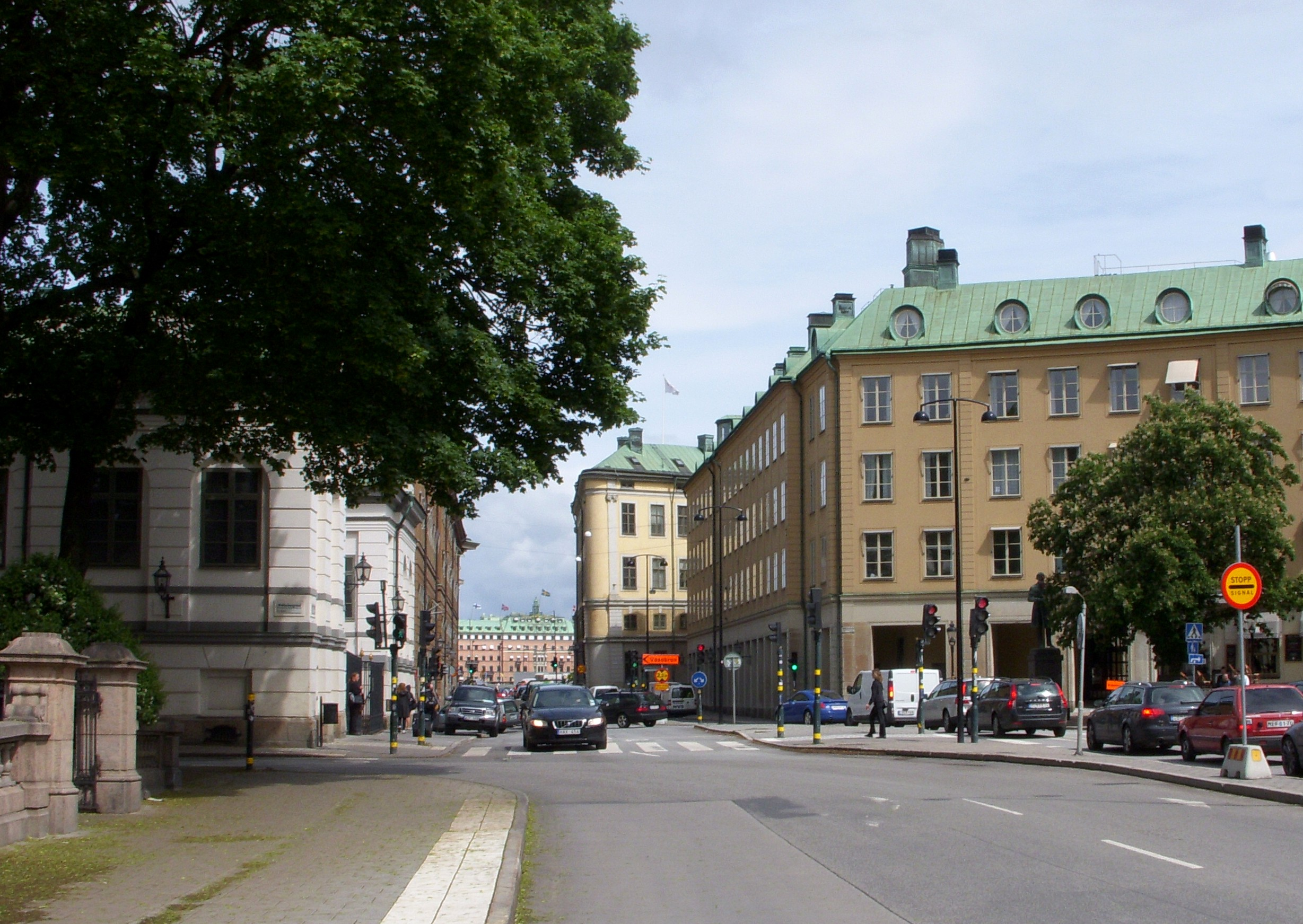
Myntgatan mot öst, 2009

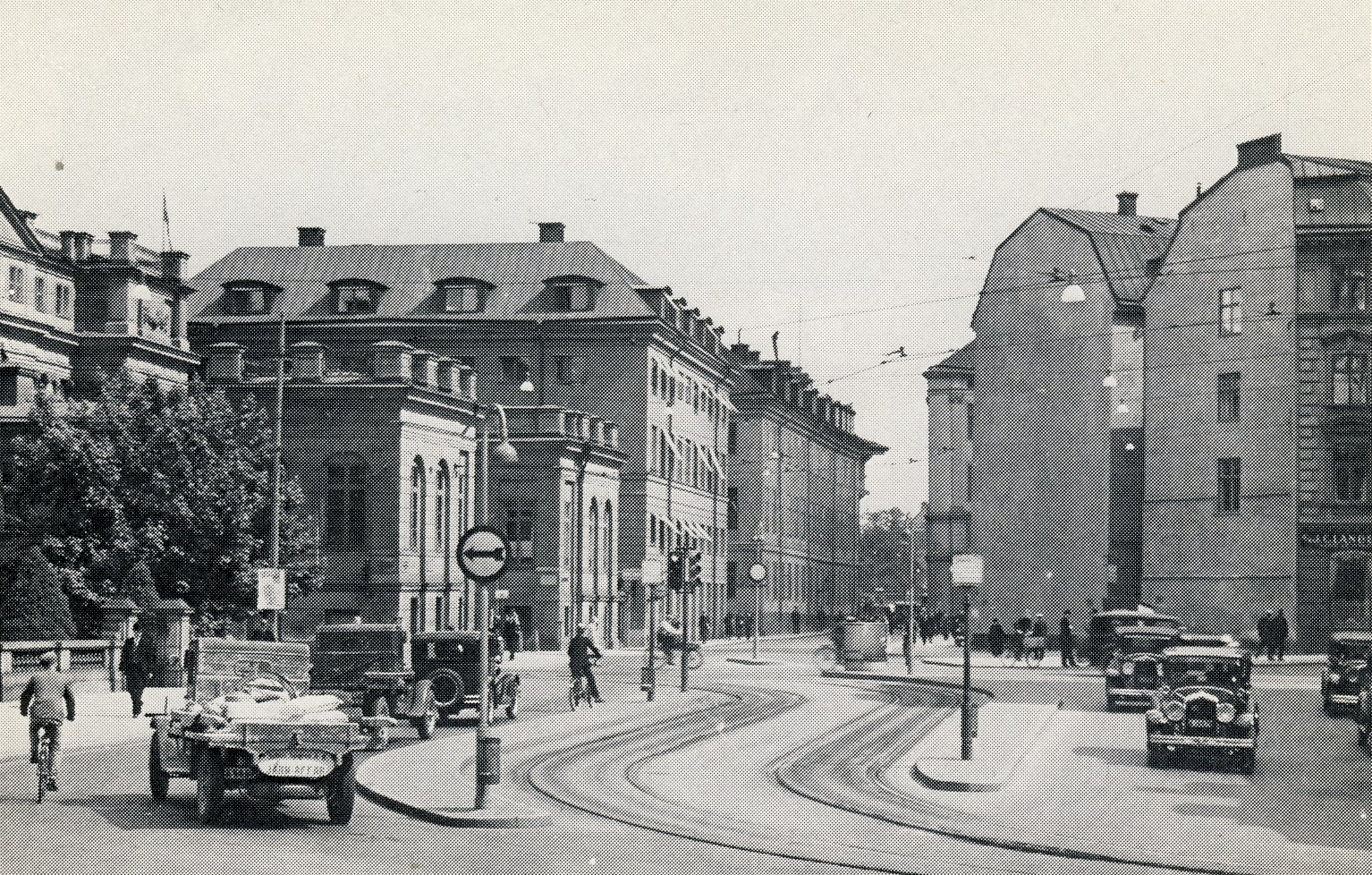
Myntgatan mot öst, 1944

Myntgatan är en gata i Gamla stan, Stockholm. Den sträcker sig från Mynttorget till Riddarhustorget och är cirka 150 meter lång.
Både Myntgatan och Mynttorget har sina namn efter Kungliga Myntet som låg vid torget mellan 1696 och 1850. På en karta från 1630-talet kallas gatan  Skattmestare Gattun, senare även Salviigränd (dagens Salviigränd går från Myntgatan till Västerlånggatan). Långt in på 1800-talet kallades Myntgatan för Riddargatan eller Riddarhusgatan, från 1863 används nuvarande namn. 
År 1929 framlade den nye stadsplanedirektören Albert Lilienberg en generalplan för Stockholms tätare bebyggda delar (se Norrmalmsregleringen). I hans plan, att förlänga Sveavägen ner till Gustav Adolfs torg, ingick även att föra trafiken vidare söderut genom en starkt breddad Myntgata och Riddarhustorget via en bro över Söderström till Södermalm. De många förslagen att bredda Myntgatan till en 33 meter bred huvudled ledde till en provisorisk breddning som genomfördes omkring 1930 i kvarteret Cephalus västra delar. I väntan på en definitiv trafiklösning drogs här den så kallade Slingerbultsleden på Riddarholmens östra sida fram. Först genom uppförandet av Kanslihusannexet 1951 blev torgbilden återställd.
Största fastighet är före detta Kanslihusannexet som ligger vid Myntgatans sydöstra sida. Byggnaden upptar hela kvarteret Cephalus som revs 1945 för att ge plats åt regeringens nybyggnad.  Husets arkitekt, Arthur von Schmalensee, lyckades dock att bevara några historiska byggnader längs Storkyrkobrinken och Västerlånggatan.